# アルマナの奇跡
『アルマナの奇跡』（アルマナのきせき）は、日本のコナミが開発し1987年8月11日に発売されたファミリーコンピュータ ディスクシステム用横スクロールアクションゲーム。
同社のアーケードゲーム『ロックンロープ』（1983年）のリメイク作品となっており、主人公カイトを操作してダダ教に奪われた「アルマナ」という宝石を取り戻し、村を救出する事を目的としている。本作は映画『インディ・ジョーンズ/魔宮の伝説』（1984年）から影響を受けて製作された。

## ストーリー
名もなき村から、アルマナと呼ばれる赤い魔法の宝石が盗まれた。宝石が盗まれたことで、村全体は石へと変わってしまった。村を元に戻すため、主人公は盗賊から宝石を取り戻さなければならない。

## 評価
- ゲーム誌『ファミコン通信』の「クロスレビュー」では合計24点（満40点）となっている[1]。

- ゲーム誌『ファミリーコンピュータMagazine』の読者投票による「ゲーム通信簿」での評価は以下の通りとなっており、15.93点（満25点）となっている[2]。また、同雑誌1991年5月24日号特別付録の「ファミコンディスクカード オールカタログ」では、本作の特徴であるジャンプで登れない場所にロープを投げて進んでいくシステムが肯定的に評価された[2]。

| 項目 | キャラクタ | 音楽 | 操作性 | 熱中度 | お買得度 | オリジナリティ | 総合  |
| 得点 | 3.33       | 3.34 | 2.92   | 3.21   | -        | 3.13           | 15.93 |

- ゲーム誌『ユーゲー』にてライターのRDは、本作のパッケージが映画『インディージョーンズ』に酷似している事を指摘した他、カプコンから発売されたファミリーコンピュータ用ソフト『ヒットラーの復活』（1988年）やTNNから発売されたスーパーファミコン用ソフト『海腹川背』（1994年）に通ずるゲーム性であると指摘した[3]。また、一見難易度が高く見えるが「時間制限はないのでロープを投げるタイミングを慎重に計れば道が見えてくるだろう」とゲーム性を肯定的に評価した[3]。